# 1938-as labdarúgó-világbajnokság-selejtező
Az 1938-as labdarúgó-világbajnokság selejtezőire 37 ország válogatottja adta be nevezését, a végső tornán azonban csak 16 csapat vehetett részt. A házigazda Franciaország és a címvédő Olaszország automatikusan résztvevője volt a tornának. 
A Spanyol polgárháború miatt Spanyolország visszalépett a selejtezőktől. A maradék 34 válogatottat 12 csoportba osztotta a következő területi elvek szerint:
- 1-9. csoport: Európa; 23 ország (beleértve: Egyiptom és Palesztina/Izrael Földje) 11 továbbjutó helyre.
- 10-11, csoport: Amerika; 9 ország 2 továbbjutó helyre.
- 12. csoport: Ázsia; 2 ország 1 továbbjutó helyre.

Végül 21 ország válogatottja lépett pályára, összesen 22 mérkőzést rendeztek, ezeken 96 gól esett, ami meccsenként 4,36-os gólátlagot jelentett.

## Csoportok
A 12 csoportban különféle szabályok szerint választották ki a továbbjutókat:
- 1. csoport: Ebben a csoportban 4 csapat volt. A csoporton belül egyszer játszottak a csapatok. A csoportgyőztes és második helyezett kvalifikálta magát a döntőre.
- 2., 3., 4., 7. csoport: Kétcsapatos csoportok, ahol oda-visszavágós mérkőzésen döntöttek a továbbjutóról. A csoport első helyezettjei kvalifikálták magukat a döntőre.
- 5. csoport:  Ebben a csoportban 2 csapat volt. Egy mérkőzésen dőlt el a továbbjutás sorsa. A győztes kvalifikálta magát a döntőre.
- 6., 8. csoport: Ezekben a csoportokban 3 csapat volt. A két legerősebb válogatottat kiemelték. 
  - Első forduló: A maradék 2–2 együttes oda-vissza megmérkőzött egymással. A győztes bejutott a második fordulóba, ahol az egyik kiemelttel találkozott.
  - Második forduló: A második forduló győztesei kvalifikálták magukat a döntőre.
- 9. csoport: Ebben a csoportban 3 csapat volt. A csoporton belül egyszer játszottak a csapatok. A csoportgyőztes és második helyezett kvalifikálta magát a döntőre.
- 10. csoport: Ebben a csoportban 2 csapat volt. A csoportgyőztes kvalifikálta magát a döntőre.
- 11. csoport: Ebben a csoportban 7 csapat volt. A csoportgyőztes kvalifikálta magát a döntőre.
- 12. csoport: Ebben a csoportban 2 csapat volt. A csoportgyőztes kvalifikálta magát a döntőre.

### 1. csoport
|   | Csapat      | Pont | M | Gy | D | V | G+ | G- |
| - | ----------- | ---- | - | -- | - | - | -- | -- |
| 1 | Németország | 6    | 3 | 3  | 0 | 0 | 11 | 1  |
| 2 | Svédország  | 4    | 3 | 2  | 0 | 1 | 11 | 7  |
| 3 | Észtország  | 2    | 3 | 1  | 0 | 2 | 4  | 11 |
| 4 | Finnország  | 0    | 3 | 0  | 0 | 3 | 0  | 7  |

| 1937. június 15. |

| Svédország | 4–0 | Finnország |
| ---------- | --- | ---------- |
|            |     |            |

| Stockholm, Svédország |

| 1937. június 20. |

| Svédország | 7–2 | Észtország |
| ---------- | --- | ---------- |
|            |     |            |

| Stockholm, Svédország |

| 1937. június 29. |

| Finnország | 0–2 | Németország |
| ---------- | --- | ----------- |
|            |     |             |

| Helsinki, Finnország |

| 1937. augusztus 19. |

| Finnország | 0–1 | Észtország |
| ---------- | --- | ---------- |
|            |     |            |

| Helsinki, Finnország |

| 1937. augusztus 29. |

| Németország | 4–1 | Észtország |
| ----------- | --- | ---------- |
|             |     |            |

| Königsberg, Német Birodalom |

| 1937. november 21. |

| Németország | 5–0 | Svédország |
| ----------- | --- | ---------- |
|             |     |            |

| Hamburg, Német Birodalom |

Németország és Svédország kvalifikálta magát a világbajnokságra.

### 2. csoport
|   | Csapat          | Pont | M | Gy | D | V | G+ | G- |
| - | --------------- | ---- | - | -- | - | - | -- | -- |
| 1 | Norvégia        | 3    | 2 | 1  | 1 | 0 | 6  | 5  |
| 2 | Ír Szabad Állam | 1    | 2 | 0  | 1 | 1 | 5  | 6  |

| 1937. október 10. |

| Norvégia | 3–2 | Ír Szabad Állam |
| -------- | --- | --------------- |
|          |     |                 |

| Oslo, Norvégia |

| 1937. november 7. |

| Ír Szabad Állam | 3–3 | Norvégia |
| --------------- | --- | -------- |
|                 |     |          |

| Dublin, Írország |

Norvégia kvalifikálta magát a világbajnokságra.

### 3. csoport
|   | Csapat        | Pont | M | Gy | D | V | G+ | G- |
| - | ------------- | ---- | - | -- | - | - | -- | -- |
| 1 | Lengyelország | 2    | 1 | 1  | 0 | 1 | 4  | 1  |
| 2 | Jugoszlávia   | 2    | 1 | 1  | 0 | 1 | 1  | 4  |

| 1937. október 10. |

| Lengyelország | 4–0 | Jugoszlávia |
| ------------- | --- | ----------- |
|               |     |             |

| Varsó, Lengyelország |

| 1938. április 3. |

| Jugoszlávia | 1–0 | Lengyelország |
| ----------- | --- | ------------- |
|             |     |               |

| Belgrád, Jugoszlávia |

Lengyelország kvalifikálta magát a világbajnokságra jobb gólkülönbségének köszönhetően.

### 4. csoport
Egyiptom visszalépett, így Románia játék nélkül kvalifikálta magát a világbajnokságra.

### 5. csoport
|   | Csapat     | Pont | M | Gy | D | V | G+ | G- |
| - | ---------- | ---- | - | -- | - | - | -- | -- |
| 1 | Svájc      | 2    | 1 | 1  | 0 | 0 | 2  | 1  |
| 2 | Portugália | 0    | 1 | 0  | 0 | 1 | 1  | 2  |

| 1938. május 1. |

| Svájc | 2–1 | Portugália |
| ----- | --- | ---------- |
|       |     |            |

| Milánó, Olasz Királyság |

Svájc kvalifikálta magát a világbajnokságra.

### 6. csoport

#### Első forduló
|   | Csapat                   | Pont | M | Gy | D | V | G+ | G- |
| - | ------------------------ | ---- | - | -- | - | - | -- | -- |
| 1 | Görögország              | 4    | 2 | 2  | 0 | 0 | 4  | 1  |
| 2 | Palesztina/Izrael Földje | 0    | 2 | 0  | 0 | 2 | 1  | 2  |

| 1938. január 22. |

| Palesztina/Izrael Földje | 1–3 | Görögország |
| ------------------------ | --- | ----------- |
|                          |     |             |

| Tel-Aviv, Palesztina/Izrael Földje |

| 1938. február 20. |

| Görögország | 1–0 | Palesztina/Izrael Földje |
| ----------- | --- | ------------------------ |
|             |     |                          |

| Athén, Görögország |

Görögország jutott a második fordulóba.

#### Második forduló
|   | Csapat       | Pont | M | Gy | D | V | G+ | G- |
| - | ------------ | ---- | - | -- | - | - | -- | -- |
| 1 | Magyarország | 2    | 1 | 1  | 0 | 0 | 11 | 1  |
| 2 | Görögország  | 0    | 1 | 0  | 0 | 1 | 1  | 11 |

| 1938. március 25. |

| Magyarország | 11–1 | Görögország |
| ------------ | ---- | ----------- |
|              |      |             |

| Budapest, Magyar Királyság |

Magyarország kvalifikálta magát a világbajnokságra.

### 7. csoport
| 1 | Csehszlovákia | 3 | 2 | 1 | 1 | 0 | 7 | 1 | 2 | Bulgária | 1 | 2 | 0 | 1 | 1 | 1 | 7 |

| 1937. november 7. |

| Bulgária | 1–1 | Csehszlovákia |
| -------- | --- | ------------- |
|          |     |               |

| Szófia, Bulgária |

| 1938. április 24. |

| Csehszlovákia | 6–0 | Bulgária |
| ------------- | --- | -------- |
|               |     |          |

| Prága, Csehszlovákia |

Csehszlovákia kvalifikálta magát a világbajnokságra.

### 8. csoport

#### Első forduló
|   | Csapat     | Pont | M | Gy | D | V | G+ | G- |
| - | ---------- | ---- | - | -- | - | - | -- | -- |
| 1 | Lettország | 4    | 2 | 2  | 0 | 0 | 9  | 3  |
| 2 | Litvánia   | 0    | 2 | 0  | 0 | 2 | 3  | 9  |

| 1937. július 27. |

| Lettország | 4–2 | Litvánia |
| ---------- | --- | -------- |
|            |     |          |

| Riga, Lettország |

| 1937. szeptember 3. |

| Litvánia | 1–5 | Lettország |
| -------- | --- | ---------- |
|          |     |            |

| Kaunas, Litvánia |

Lettország jutott a második fordulóba.

#### Második forduló
|   | Csapat     | Pont | M | Gy | D | V | G+ | G- |
| - | ---------- | ---- | - | -- | - | - | -- | -- |
| 1 | Ausztria   | 2    | 1 | 1  | 0 | 0 | 2  | 1  |
| 2 | Lettország | 0    | 1 | 0  | 0 | 1 | 1  | 2  |

| 1937. október 10. |

| Ausztria | 2–1 | Lettország |
| -------- | --- | ---------- |
|          |     |            |

| Bécs, Ausztria |

Ausztria ugyan kvalifikálta magát a világbajnokságra, de később az Anschluss értelmében Németország része lett. A FIFA felajánlotta a részvétel jogát Angliának. Anglia nem indult a selejtezőkben és a FIFA ajánlatát is visszautasította. Ezt követően úgy döntöttek, hogy több felajánlás nem lesz és eggyel kevesebb csapat vesz részt a világbajnokságon

### 9. csoport
|   | Csapat    | Pont | M | Gy | D | V | G+ | G- |
| - | --------- | ---- | - | -- | - | - | -- | -- |
| 1 | Hollandia | 2    | 2 | 1  | 1 | 0 | 5  | 1  |
| 2 | Belgium   | 3    | 2 | 1  | 1 | 0 | 4  | 3  |
| 3 | Luxemburg | 0    | 2 | 0  | 0 | 2 | 2  | 7  |

| 1937. november 28. |

| Hollandia | 4–0 | Luxemburg |
| --------- | --- | --------- |
|           |     |           |

| Rotterdam, Hollandia |

| 1938. március 13. |

| Luxemburg | 2–3 | Belgium |
| --------- | --- | ------- |
|           |     |         |

| Luxembourg, Luxemburg |

| 1938. április 3. |

| Belgium | 1–1 | Hollandia |
| ------- | --- | --------- |
|         |     |           |

| Antwerpen, Belgium |

Hollandia és Belgium kvalifikálta magát a világbajnokságra.

### 10. csoport
Argentína visszalépett, így Brazília automatikusan kijutott a világbajnokságra.

### 11. csoport
Costa Rica, El-Salvador, Holland-Guyana, Kolumbia, Mexikó és az Egyesült-Államok visszalépett, így Kuba automatikusan kijutott a világbajnokságra.

### 12. csoport
Japán visszalépett, így Holland-India automatikusan kijutott a világbajnokságra.

## Továbbjutó országok
| Válogatott        | Világbajnoki szereplések | Egymás utáni világbajnoki szereplés | Utolsó világbajnoki szereplés |
| ----------------- | ------------------------ | ----------------------------------- | ----------------------------- |
| Belgium           | 3.                       | 3                                   | 1934                          |
| Brazília          | 3.                       | 3                                   | 1934                          |
| Csehszlovákia     | 2.                       | 2                                   | 1934                          |
| Franciaország (r) | 3.                       | 3                                   | 1934                          |
| Hollandia         | 2.                       | 2                                   | 1934                          |
| Hollandia         | 1.                       | 1                                   | -                             |
| Kuba              | 1.                       | 1                                   | -                             |
| Lengyelország     | 1.                       | 1                                   | -                             |
| Magyarország      | 2.                       | 2                                   | 1934                          |
| Németország       | 2.                       | 2                                   | 1934                          |
| Norvégia          | 1.                       | 1                                   | -                             |
| Olaszország (c)   | 2.                       | 2                                   | 1934                          |
| Románia           | 3.                       | 3                                   | 1934                          |
| Svédország        | 2.                       | 2                                   | 1934                          |
| Svájc             | 2.                       | 2                                   | 1934                          |

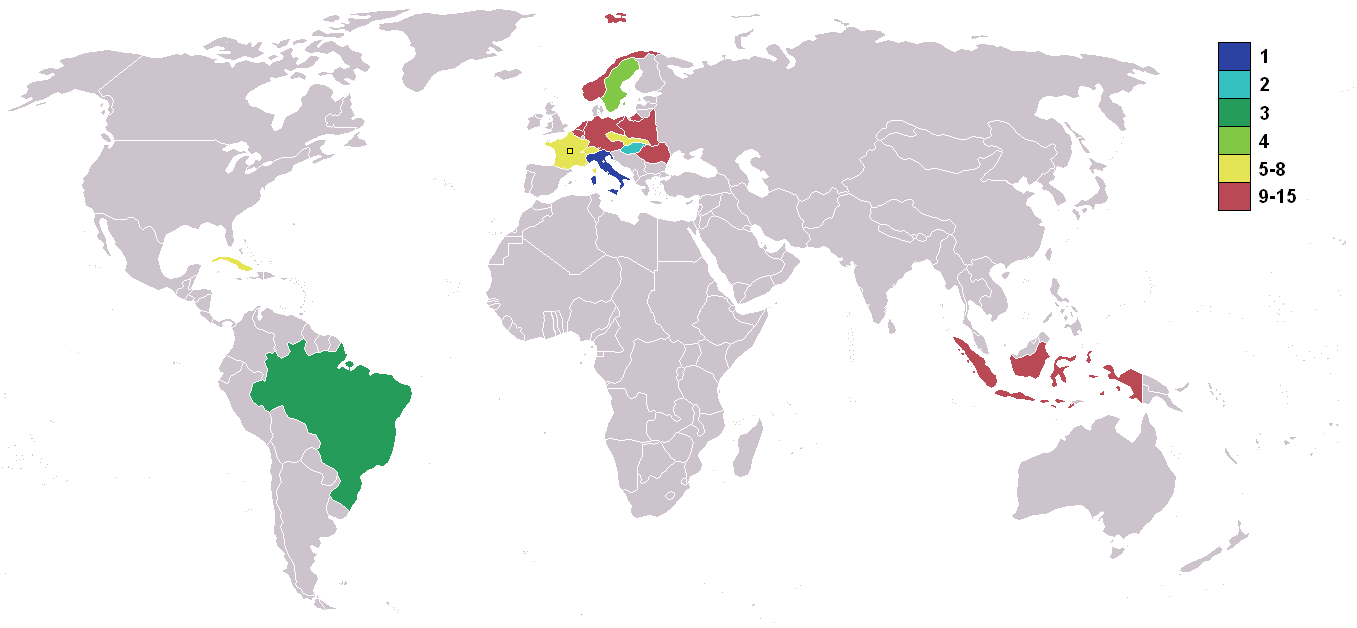
Részt vevő országok

- Ausztria kijutott, de visszalépett.

(r) - rendezőként automatikus résztvevő
(c) - címvédőként automatikus résztvevő

## Érdekességek
- Eredetileg Dél-Amerika és Európa felváltva adott volna otthont a világbajnokságoknak. Mivel az előző torna Olaszországban volt, ezért egy dél-amerikai országnak kellett volna megrendeznie a világbajnokságot. Azonban Jules Rimet meggyőződése volt, hogy szülőhazája, Franciaország adjon otthont az eseménynek. A döntés következtében sok dél- és közép-amerikai állam, köztük Argentína (dél-amerikai államként a legesélyesebb lett volna a rendezésre), Costa Rica, El-Salvador, Holland-Guyana, Kolumbia, Mexikó, Uruguay és az USA is visszalépett vagy visszautasította a részvételt.